# Pena de morte na Islândia
A pena de morte na Islândia foi praticada até 1830. Embora muitos tenham sido condenados à morte após 1830, suas sentenças foram comutadas. A pena de morte foi formalmente abolida em 1928.
A Comunidade islandesa medieval (930–1262), sem poder executivo central, não aplicou pena de morte. No entanto, foi possível ao Althing declarar um homem réttdræpur (em português: "legitimamente matável"). Isso legalizou o assassinato da pessoa em questão - embora o poder executivo tenha sido investido em quem quisesse persegui-lo, em vez de ser dever de funcionários do Estado. 

## História
De 1550 a 1830, aproximadamente 240 indivíduos foram executados na Islândia. Os métodos de execução incluíam decapitação, enforcamento, queima na fogueira e afogamento. Enquanto os homens eram mais comumente decapitados ou enforcados, as mulheres eram baixadas no rio diretamente ao lado da própria Pedra da Lei com cordas, para congelar até a morte ou se afogar. 
Segundo a arqueóloga Steinunn Kristjánsdóttir, as mulheres foram afogadas quando consideradas culpadas de infanticídio, os casais incestuosos foram decapitados, os assassinos decapitados, os ladrões foram enforcados e os indivíduos considerados culpados de bruxaria foram queimados na fogueira. Os indivíduos executados perderam o direito de enterrar nos cemitérios da igreja. A maioria dos executados eram desocupados, pobres lavradores ou mulheres que supostamente violaram os códigos de moral.
Mais tarde, quando a Islândia caiu sob a coroa dinamarquesa, as leis dinamarquesas se aplicaram, mais ou menos. A frequência da pena de morte aumentou consideravelmente com a adoção do luteranismo no século XVII, mas desapareceu gradualmente em meados do século XIX. 

## Última execução
A última aplicação da pena de morte na Islândia ocorreu em 12 de janeiro de 1830, em Vatnsdalshólar, em Húnavatnssýsla. Os condenados eram Agnes Magnúsdóttir, uma trabalhadora rural, e Friðrik Sigurðsson, filho de um fazendeiro de Katadalur. O crime deles foi o assassinato de dois homens em 14 de março de 1828: Natan Ketilsson, agricultor de Illugastaðir, e Pétur Jónsson da fazenda "Geitaskarð". Eles foram executados por decapitação. 
Este caso foi a base de um filme islandês de 1995, Agnes, de Egill Eðvarðsson, e de um romance, Burial Rites, da escritora australiana Hannah Kent (maio de 2013).
A última sentença de pena de morte ocorreu em 1913, mas a sentença foi posteriormente alterada para prisão.

## Abolição
Quatro anos depois, a última execução de um islandês foi realizada na Dinamarca. Depois de 1830, dezenas de islandeses foram considerados culpados de um crime punível com a morte. A maioria dos casos era de infanticídio, onde as mulheres incapazes de cuidar de seus filhos ilegítimos recém-nascidos as matavam. No entanto, todos eles receberam uma clemência do rei da Dinamarca. Em 1869, uma nova lei entrou em vigor na Islândia, harmonizando as leis islandesa e dinamarquesa - essa lei aboliu a pena de morte por crimes menores. Em 1928, a pena de morte foi totalmente abolida e, desde então, não tem lugar na lei islandesa. 

Desde a revisão da Constituição de 1995, a reintrodução da pena de morte é inconstitucional. 